# Jelly Selau
Jelly Selau (Nukulaelae, 23 de julho de 1983) é um futebolista de Tuvalu. Joga como goleiro ou meio-campista.

## Carreira
Desde 2001, ano em que iniciou a carreira, Jelly defende o Manu Laeva, um dos principais clubes de seu país. Até hoje, conquistou 2 títulos: a Independence Cup de 2011 e os Jogos de Tuvalu, disputados no mesmo ano.

## Seleção Tuvaluana
Pela Seleção Tuvaluana (que ainda não encontra-se filiada à FIFA, embora seja membro associado da OFC), Jelly atua desde 2007, atuando em 8 partidas, sem marcar gols. Nos Jogos do Pacífico Sul de 2007, disputou 4 partidas como meio-campista.
Na edição de 2011, atuou como goleiro nas partidas contra Samoa Americana, Vanuatu e Guam, e novamente atuou no meio-de-campo no jogo frente às Ilhas Salomão.

## Links
- Jelly Selau em National-Football-Teams.com